# Skærf
Et skærf er et stykke klæde, der fungerer som en slags bælte eller går fra hofte til modsat skulder. Skærf bruges i flere sammenhænge, f.eks.:
- Skærf (smoking) – en ikke-obligatorisk del af en smoking
- Skærf (kimono) – en del af en kimono
- Ordensbånd – benyttes til ophængning af ordenstegn for en orden

| Tøj | Spire Denne artikel om tøj, sko eller lignende er en spire som bør udbygges. Du er velkommen til at hjælpe Wikipedia ved at udvide den. |